# Кулусай-Игай
Кулусай-Игай — река в России, протекает по Томской области. Устье реки находится в 56 км по левому берегу реки Карай. Длина реки составляет 13 км.

## Данные водного реестра
По данным государственного водного реестра России относится к Верхнеобскому бассейновому округу, водохозяйственный участок реки — Васюган, речной подбассейн реки — Васюган. Речной бассейн реки — (Верхняя) Обь до впадения Иртыша.